# Armée territoriale (France)
Pour les articles homonymes, voir Armée territoriale.
L'armée territoriale française est créée par la loi du 27 juillet 1872 qui met en place les principes de la réserve militaire.
Pendant la Première Guerre mondiale, les soldats territoriaux (surnommés parfois familièrement « pépères » du fait qu'ils étaient initialement chargés de différents services de gardes), étaient des hommes âgés de 34 à 49 ans, considérés comme trop âgés et plus assez entraînés pour intégrer un régiment d’active ou de réserve. Ils ont toutefois joué un grand rôle pendant la "Grande Guerre", notamment sur le front même.
Le 1er août 1918, tous les régiments territoriaux existants sont officiellement dissous et les hommes répartis parmi les régiments d’active et de réserve.

## Création
L'armée territoriale française a été créée par la loi du 27 juillet 1872 qui a mis en place les principes de la réserve militaire. Les obligations militaires des citoyens français étaient alors, dans les grandes lignes, fixées comme suit :
- un service national dans l'armée d'active qui durant cinq ans, sauf cas particuliers ;
- quatre ans dans la réserve de l'armée d'active ;
- cinq ans dans l'armée territoriale ;
- six ans dans la réserve de l'armée territoriale (RAT)[1].

L’armée territoriale et sa réserve se composait donc d’hommes ayant accompli leur temps de service dans l’active et la réserve, âgés de 34 à 49 ans (fourchette élargie après la Loi Louis Barthou de 1913), considérés comme trop âgés et plus assez entraînés pour intégrer un régiment d’active ou de réserve.
Il est parfois considéré que la garde nationale mobile, dissoute en 1871, est l'ancêtre de l'armée territoriale de 1872. Mais cela est discutable, dans la mesure où la garde nationale mobile était essentiellement composée de jeunes gens de 20 à 25 ans sans grande formation militaire, tandis que l'armée territoriale est au contraire composée d'hommes d'âge mûr mais expérimentés.

## Première Guerre Mondiale
Dans l'esprit, les territoriaux ne devaient pas être engagés en première ligne. Ils le seront toutefois durant la guerre de mouvement de 1914 comme à Maubeuge, sur le front de la Somme entre Amiens et Béthune sous le commandement du général Joseph Brugère... Après avoir joué un rôle peu efficace, les groupes de divisions territoriales mises en première ligne sont dissous en octobre 1914, la guerre se stabilisant dans les tranchées. Par contre, afin de compenser de fortes pertes, des soldats de la territoriale sont envoyés au front en incorporant des régiments d'active, essentiellement fin 1914 - début 1915.
Outre les célèbres régiments d'infanterie territoriale, il existait :
- pour la cavalerie :
  - des escadrons territoriaux de cavalerie légère ;
  - des escadrons territoriaux de dragons ;
- pour l'artillerie :
  - des groupes territoriaux d’artillerie à pied ;
  - des groupes territoriaux d’artillerie de campagne ;
  - des groupes territoriaux d’artillerie de montagne ;
- pour le génie :
  - des bataillons territoriaux du génie ;
- pour le train :
  - des escadrons territoriaux du train des équipages militaires ;
- des sections territoriales de commis et ouvriers militaires d’administration ;
- des sections territoriales d’infirmiers militaires.

Le 1er août 1918, tous les régiments, bataillons, escadrons, groupes et sections territoriaux existants sont officiellement dissous et les hommes reversés les régiments d’active et de réserve[Information douteuse][réf. nécessaire].

## Surnoms
- La territoriale
- Les territoriaux
- Les pépères
- Les terribles-taureaux

## Sources
1. ↑  Xavier Boniface, « La réforme de l’armée française après 1871, Inflexions 2012/3 (N°21) » (consulté le 21 décembre 2021)